# Escobina (tauromaquia)
La escobina es un quite con el capote inventado por Julián López Escobar “El Juli”, quien le puso este nombre por su apellido materno como reconocimiento a su madre.
Para realizar este quite, el capote se coge por la espalda y, cuando el toro llega a la jurisdicción del torero, este realiza una especie de chicuelina girando totalmente para volver a quedar colocado para el siguiente lance. En el transcurso del pase, el cuerpo del torero queda totalmente envuelto en el capote.